# KRI Pasopati
Le KRI Pasopati (410) est un sous-marin de classe Whiskey (Project 613) de la marine indonésienne, ex-sous-marin soviétique S-290.

## Conception
La conception initiale a été développée au début des années 1940 en tant que suite du sous-marin de classe Chtchouka. À la suite de l’expérience de la Seconde Guerre mondiale et de la capture de la technologie allemande à la fin de la guerre, les Soviétiques ont émis une nouvelle exigence de conception en 1946. La conception révisée a été développée par le bureau d'études Lazurit basé à Gorki. Comme la plupart des sous-marins conventionnels conçus de 1946 à 1960, la conception a été fortement influencée par le Unterseeboot type XXI.

## Historique
Le KRI Pasopati est l’un des douze navires livrés à la marine indonésienne en 1962. Le Pasopati a été impliqué dans l’opération Trikora en 1961, il a été utilisé pour transporter des marines et des armes à l’armée de terre indonésienne dans l’Ouest de l’Irian. Au cours de ces opérations, il a été gravement endommagé. Il a été retiré en 1994 après plus de 30 ans de service, démonté et déplacé à un endroit près de la Plaza Surabaya avant d’être remonté et transformée en navire musée qui a ouvert ses portes en 1998.

## Galerie

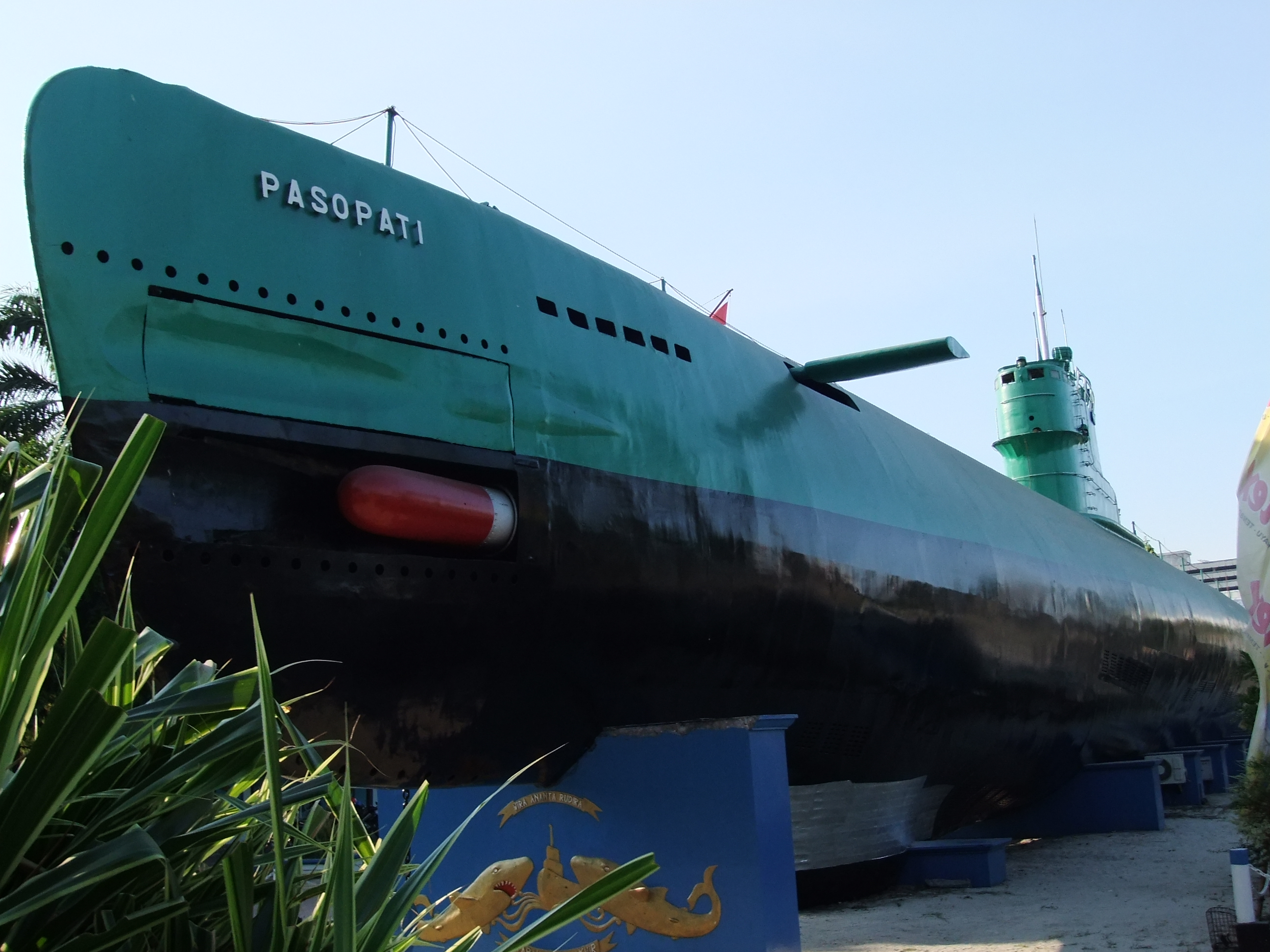
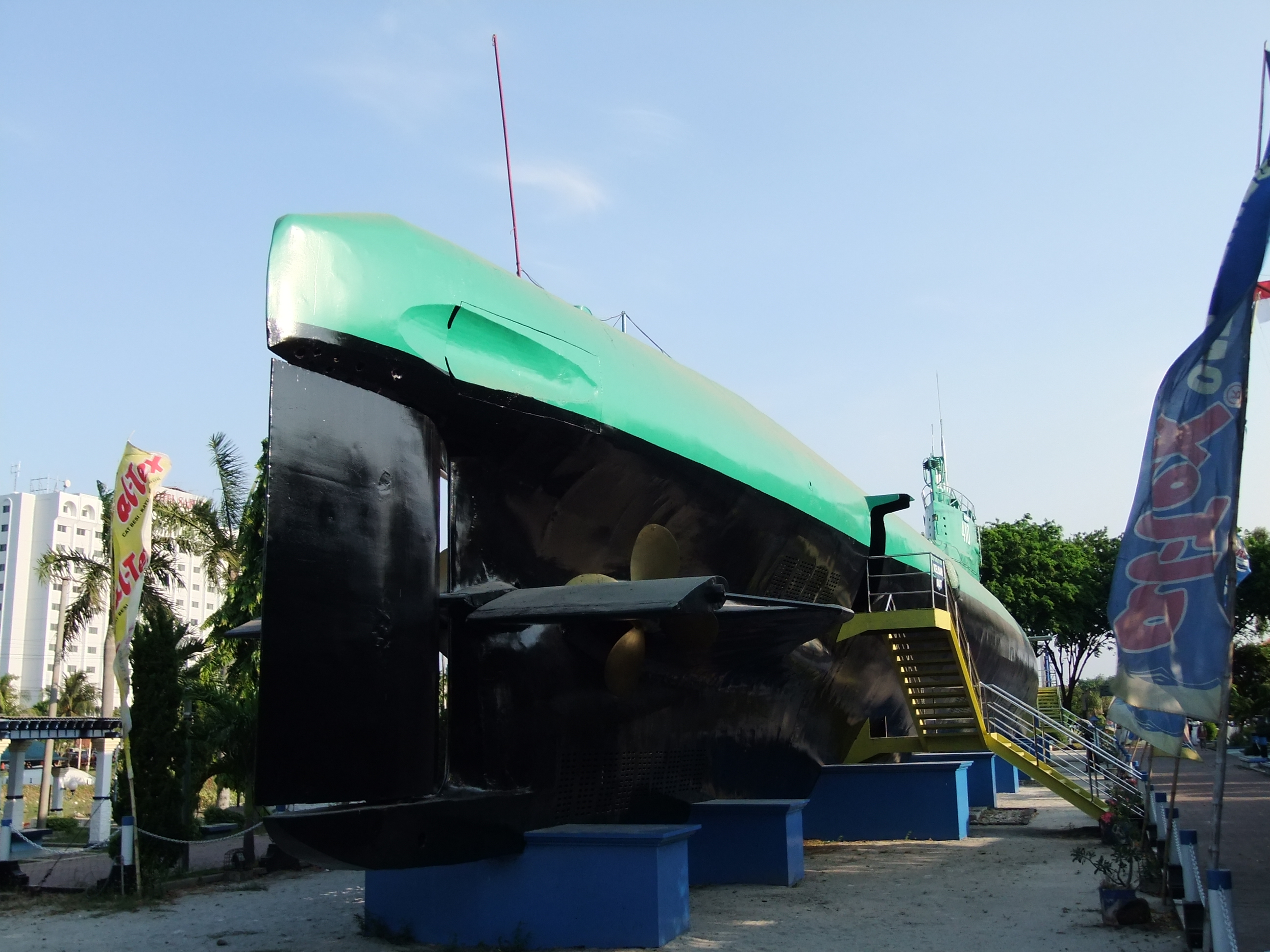
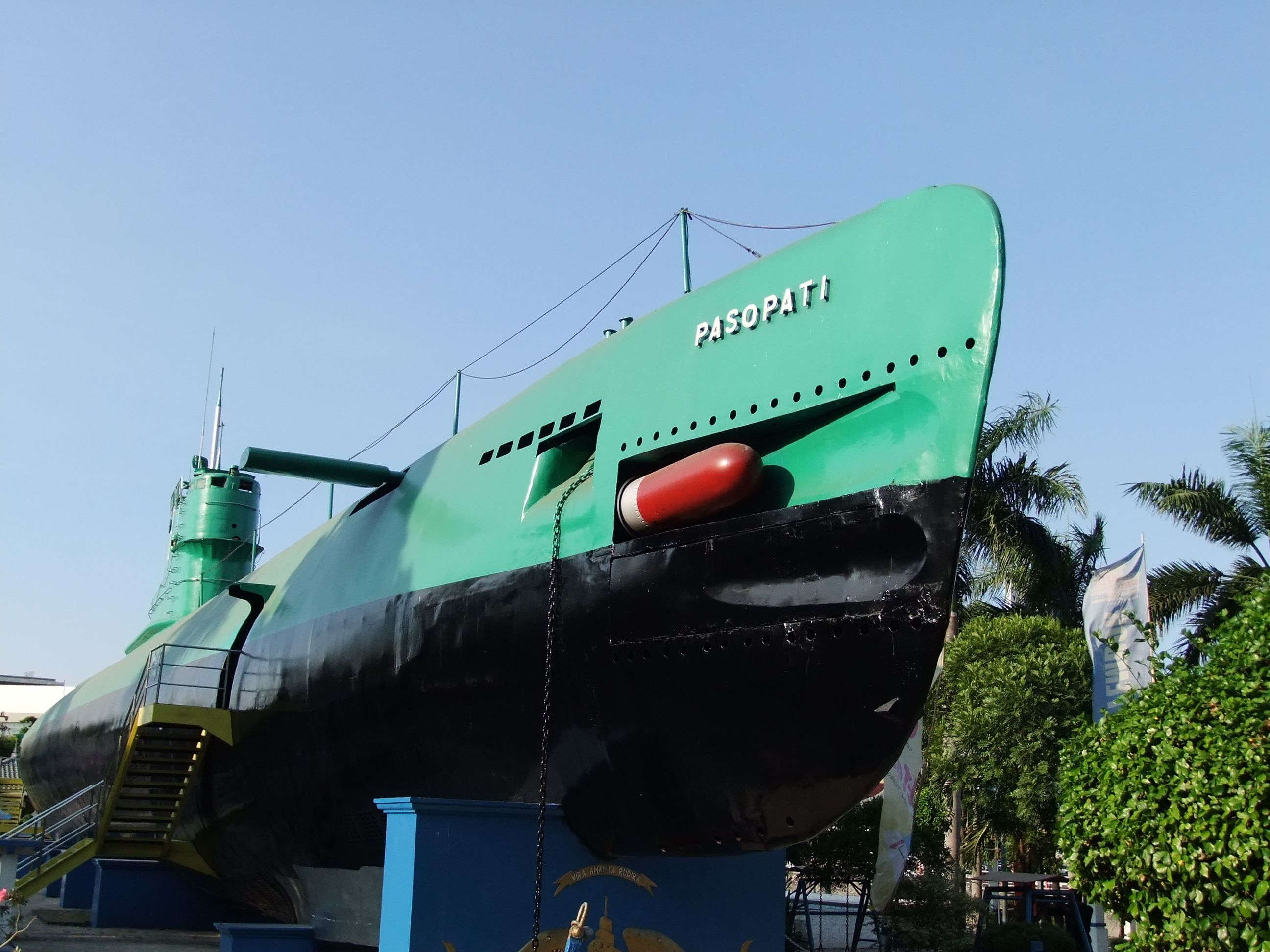
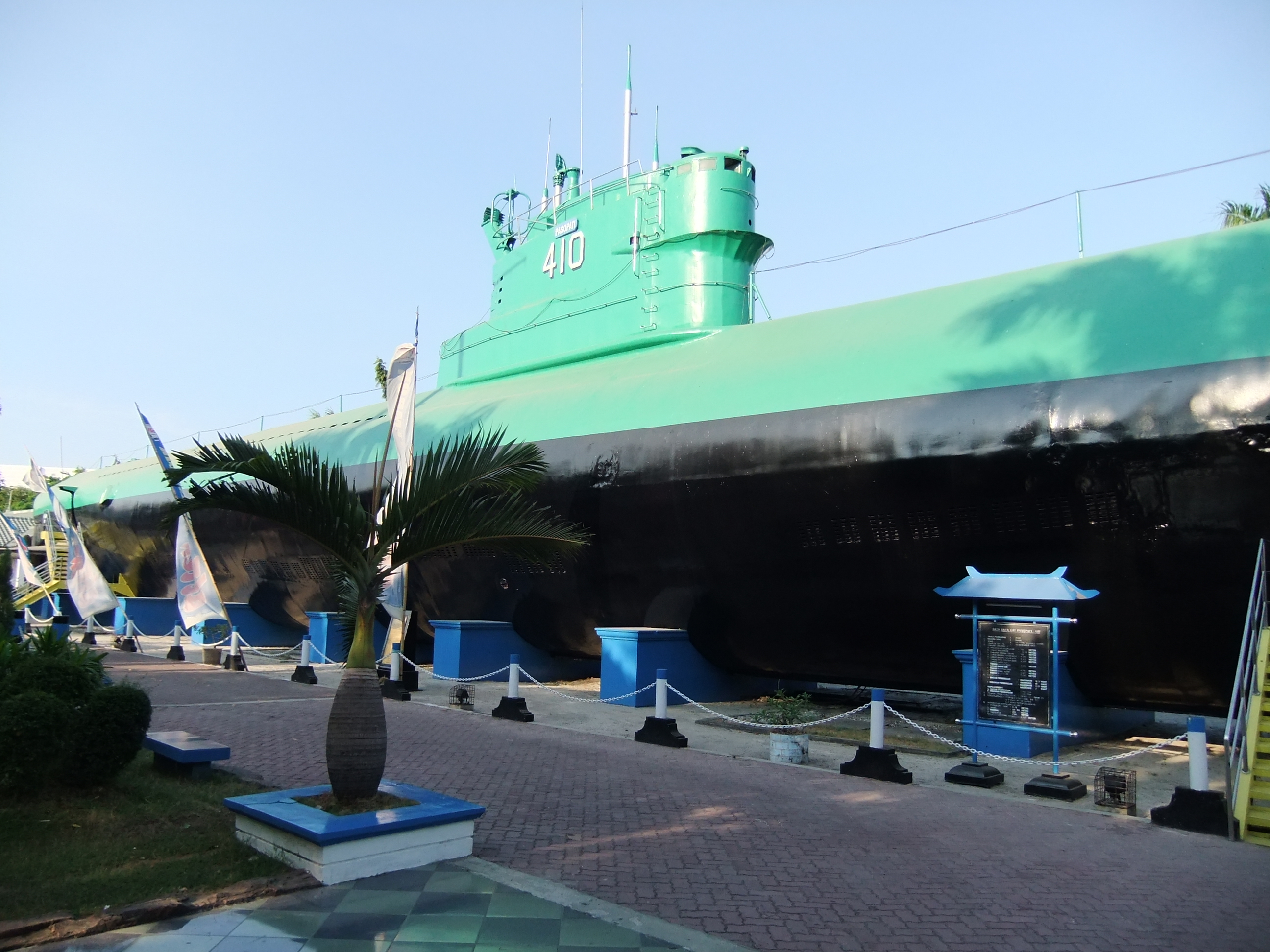
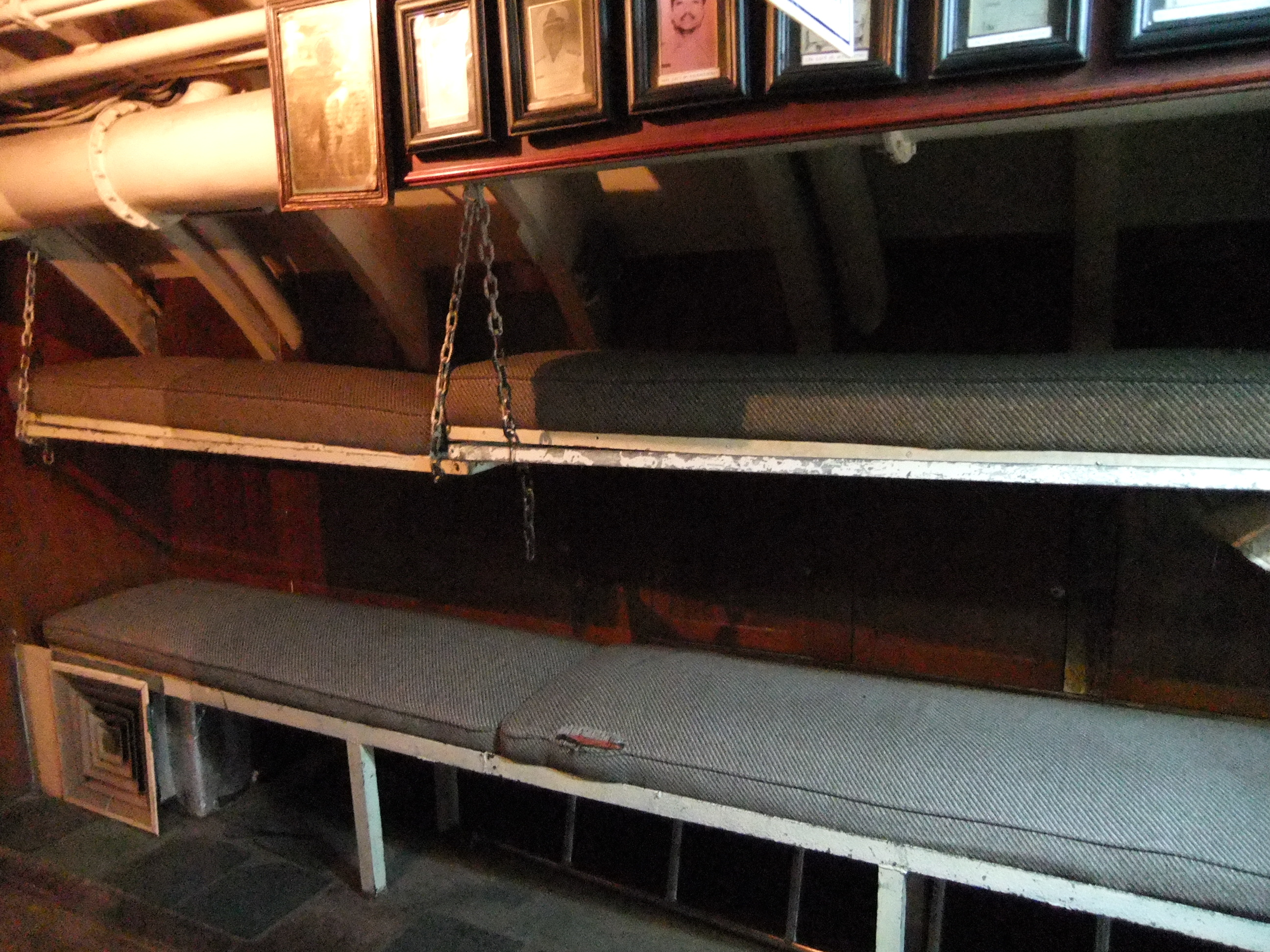
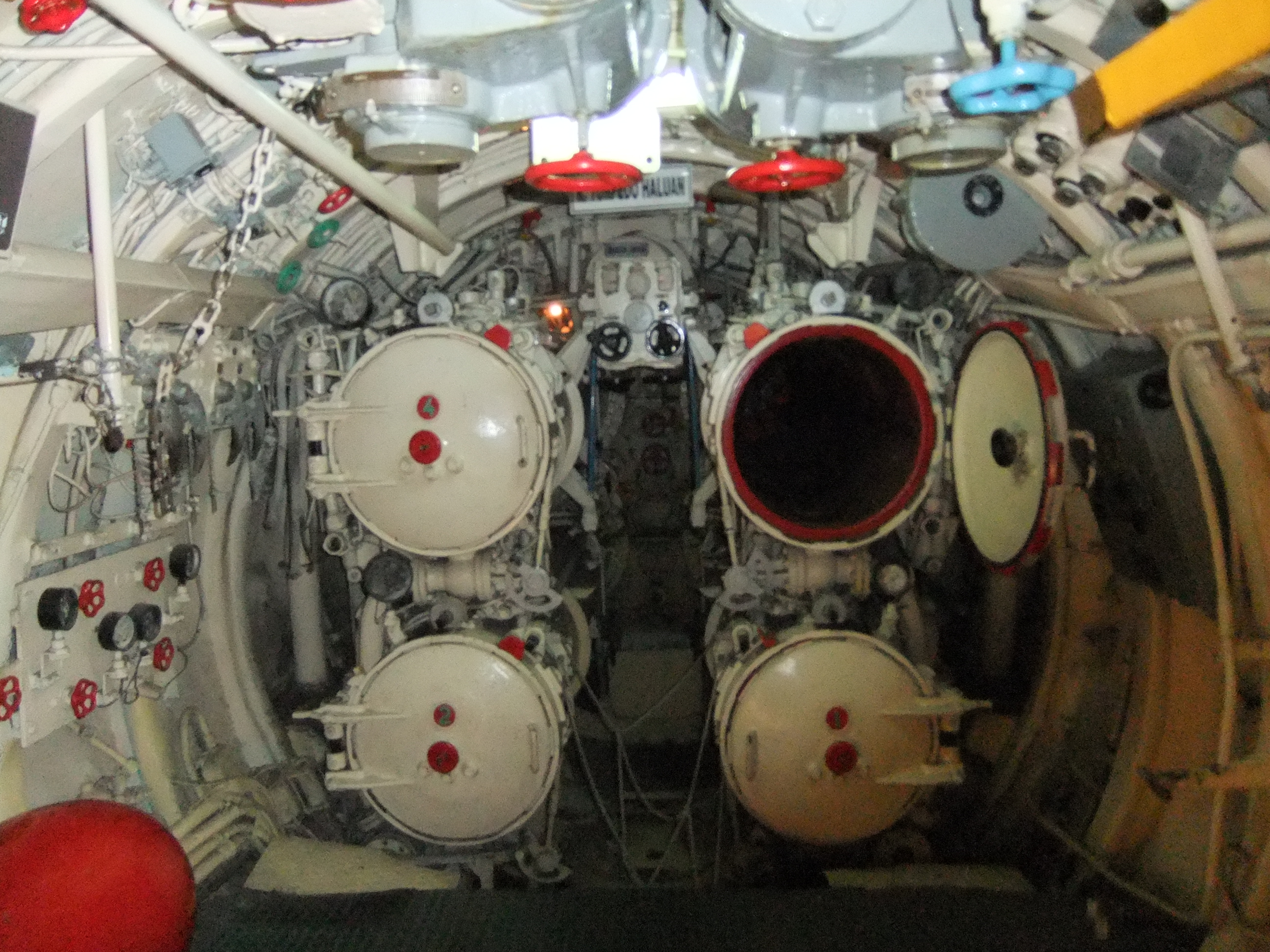
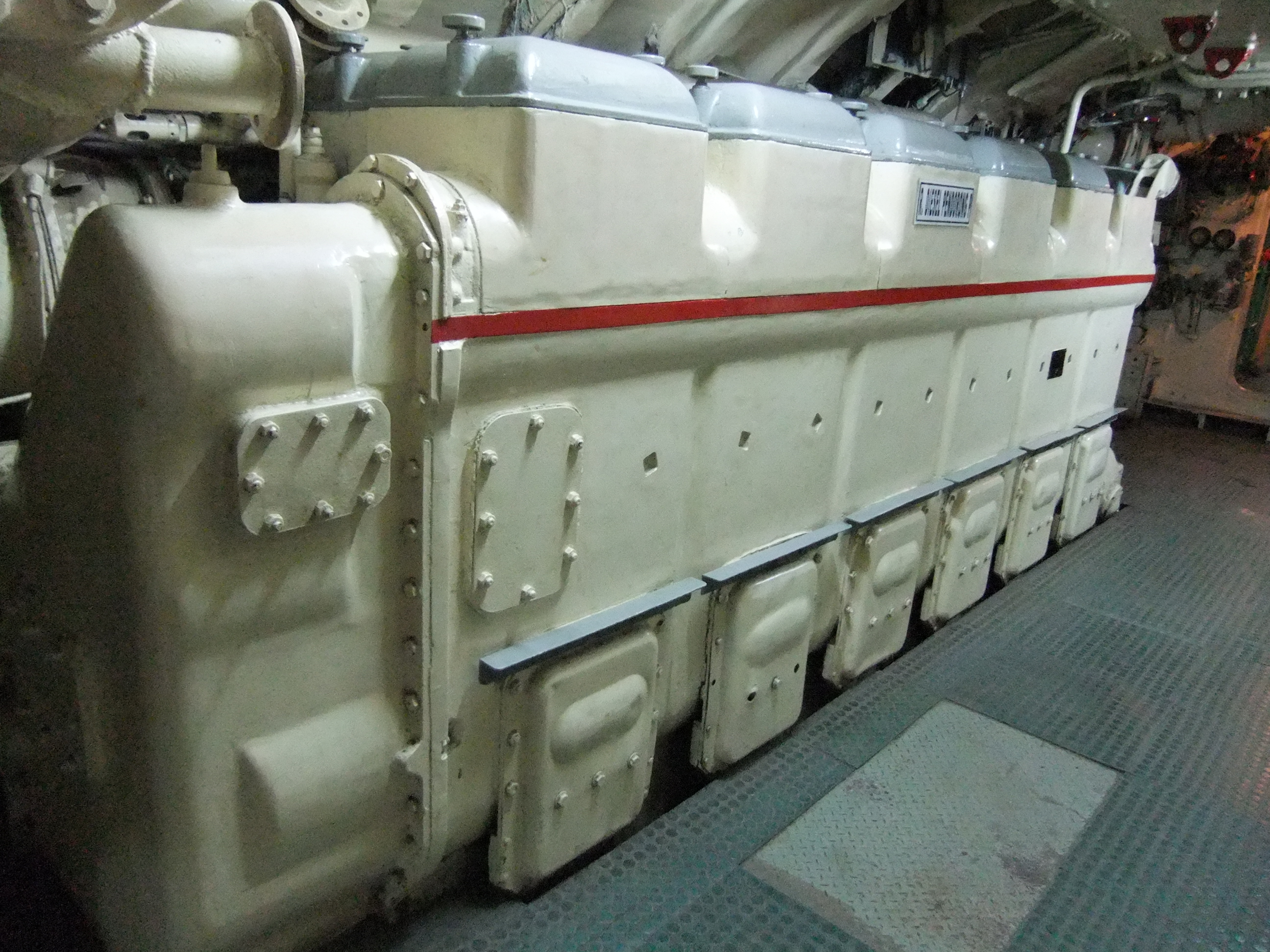
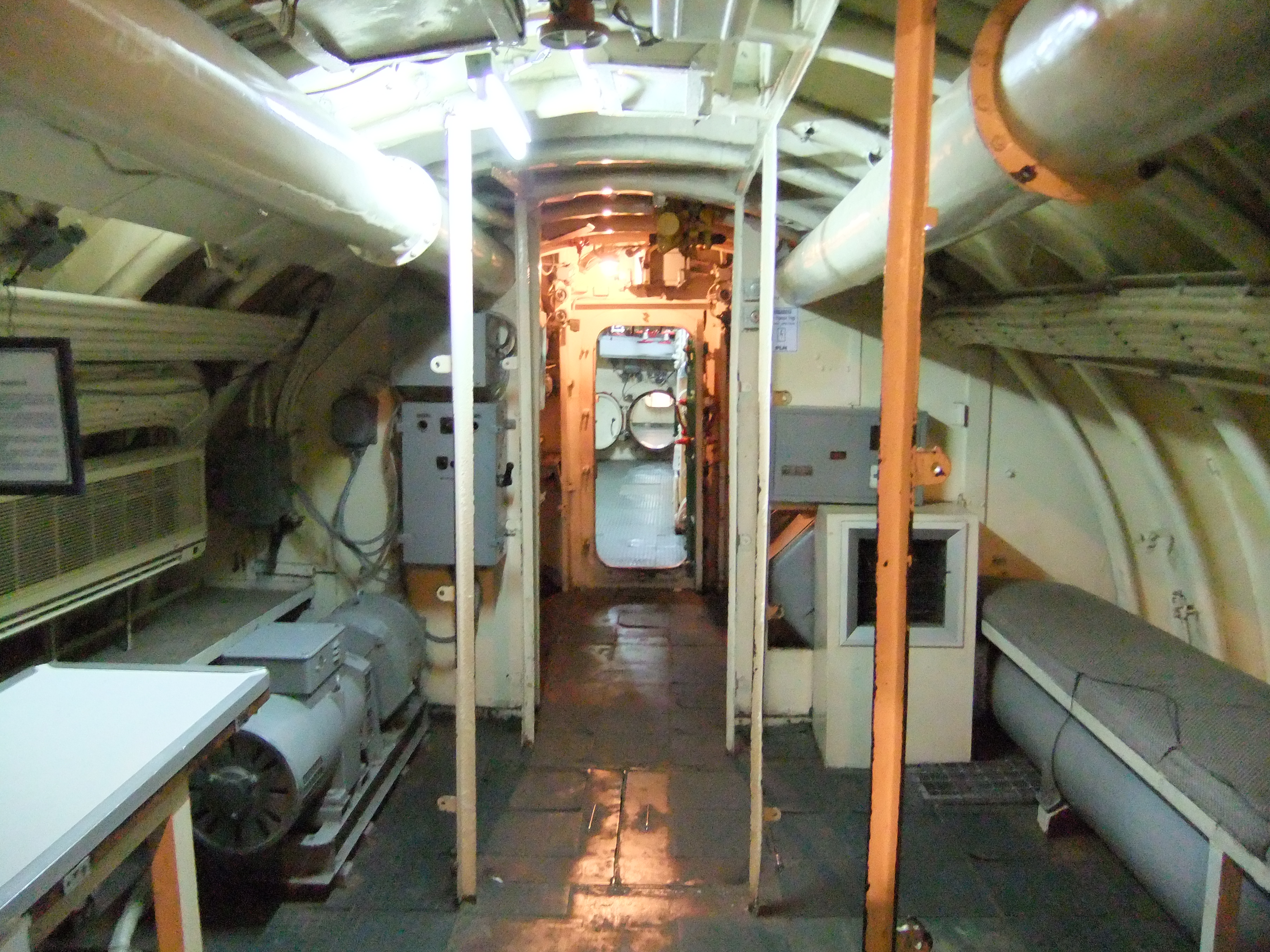
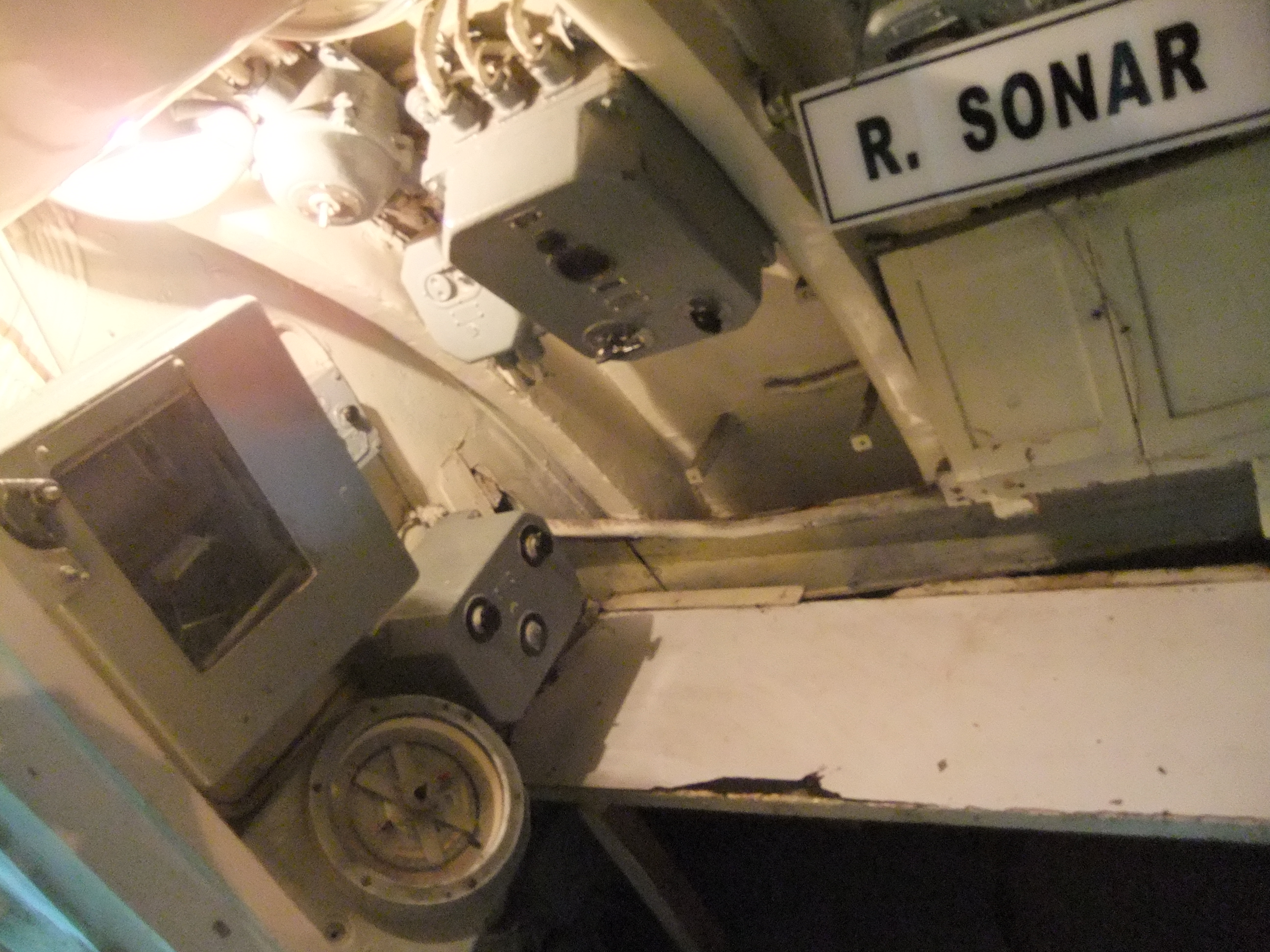
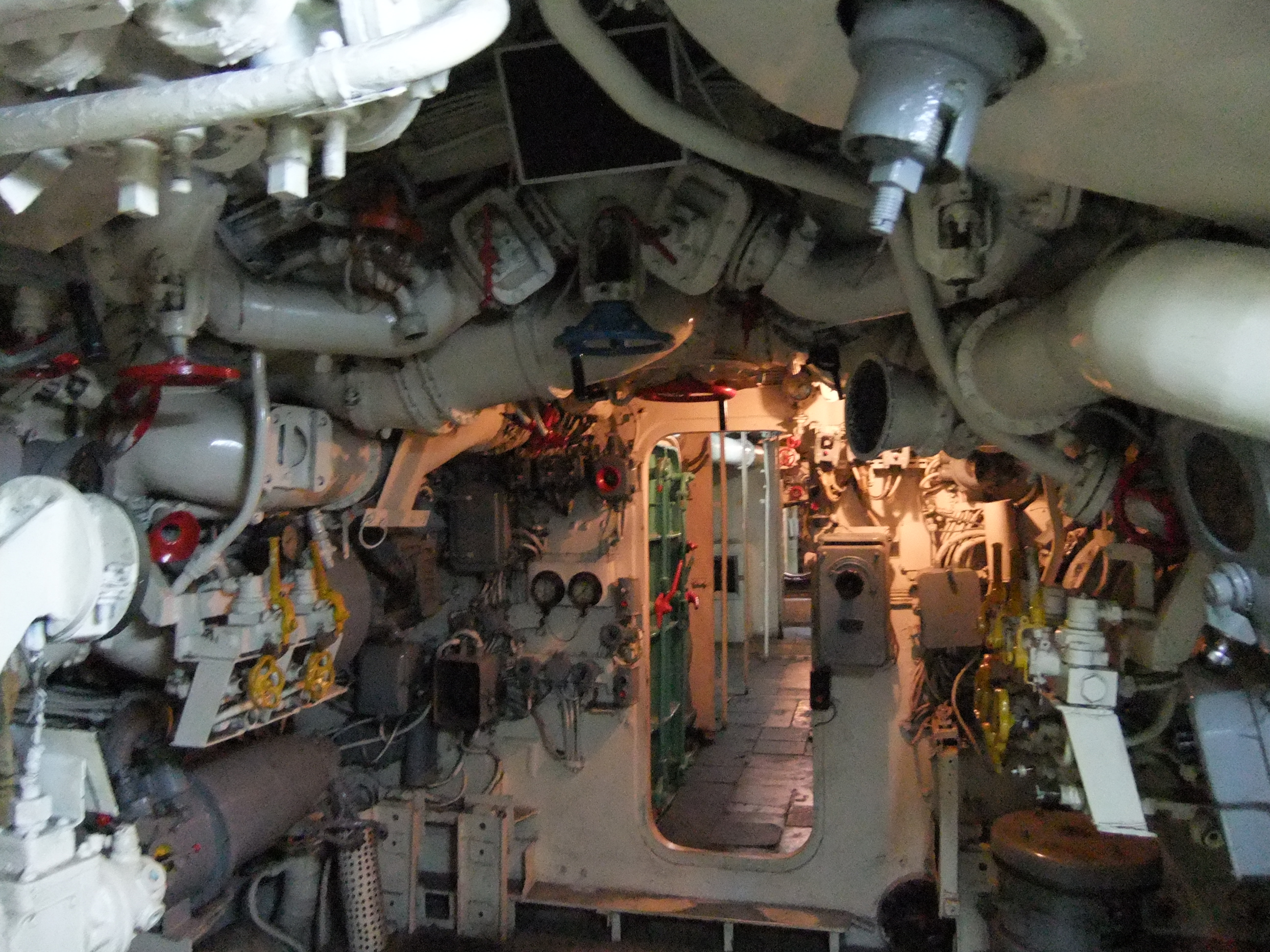